# Lepeskino
Lepeskino (orosz betűkkel: Лепешкино, baskír nyelven: Лепешкин) falu Oroszországban, a Baskír Köztársaságban, a Miskinói járásban.

## Népesség
- 2002-ben 297 lakosa volt, akik mindannyian marik.
- 2010-ben 299 lakosa volt.